# Питомник (микрорайон)
Пито́мник — жилой район Всеволожска, находится в центральной части города, один из новых кварталов индивидуальной застройки.

## Географическое положение
Расположен в центральной части города в пойме реки Лубьи, на территории, ограниченной с востока микрорайоном Ильинский, с севера — рекой Лубьей и парком Кенша, с запада — городским кладбищем и микрорайоном Бернгардовка, и с юга — коммунально-складской зоной Всеволожска. Высота центра района — 22 м.
| Ближайшие микрорайоны      | Ближайшие микрорайоны          | Ближайшие микрорайоны                  |
| -------------------------- | ------------------------------ | -------------------------------------- |
| Северо-запад: Бернгардовка | Север: Всеволожск              | Северо-восток: Парк Кенша              |
| Запад: Бернгардовка        |                                | Восток: Ильинский                      |
| Юго-запад: Бернгардовка    | Юг: Коммунально-складская зона | Юго-восток: Коммунально-складская зона |

## История
Территория микрорайона до революции принадлежала купцу Иоганну-Адаму Ивановичу Рёдершейду.  Купец держал в Санкт-Петербурге семенной магазин. Во Всеволожском посёлке он проживал в своём доме на Фитингофском проспекте (совр. Всеволожский проспект). В садоводстве, устроенном на месте современного микрорайона, он выращивал на продажу саженцы. В 1918 году его садоводство было национализировано.
В 1922 году участки бывшего садоводства И.-А. И. Рёдершейда были розданы местным жителям под огороды.
В 1930-е годы участки бывшего садоводства вновь перешли в государственную собственность — на них был организован Питомник декоративных древесных пород Всеволожского управления садово-паркового хозяйства по выращиванию крупномеров дуба, клёна, лиственницы, ясеня, липы, тополя, сосны, ели, кедра, рябины, можжевельника, сирени и других деревьев и кустарников.
Современный микрорайон возник в 1994 году, после выделения земель упразднённого питомника под индивидуальное жилищное строительство.

## Современность
Застройка малоэтажная. Ведётся активное коттеджное строительство.
5 сентября 2012 года здесь произошло резонансное убийство: у своего дома по Ягодному переулку был убит ректор Санкт-Петербургского университета сервиса и экономики Александр Викторов.

## Фото

Питомник, улица Спокойная

## Улицы
Длинная, Еловая, Кленовая, Короткая, Липовая, Липовый переулок, Лиственная, Лиственный переулок, Ровная, Рябиновая, Сиреневая, Спокойная, Тихая, Тихий переулок, Ягодная, Ягодный переулок.